# Alby, Fasterna
Alby är en bebyggelse i Fasterna socken i Norrtälje kommun, Stockholms län. SCB avgränsade här en småort från 1990 till 2023.
Alby omtalas första gången i dokument 1303 då Magnus Nilsson (av Ivar Nilssons ätt) sålde jord i byn till kyrkoherden i Rimbo. Två bönder i byn omtalas 1328 som fastrar. Under 1500-talet bestod byn av ett mantal skatte, 1 mantal kyrkojord (från 1559 ett halvt mantal, vilket senare legat under kyrkojorden i byn Ösby, samt två mantal frälse. Dessutom fanns här två skatteutjordar, senare sammanslagna till en som lydde under byn Medevi.